# Calcinus pulcher
Calcinus pulcher is een tienpotigensoort uit de familie van de Diogenidae. De wetenschappelijke naam van de soort is voor het eerst geldig gepubliceerd in 1958 door Forest.